# زملول عاري
زملول عاري (الاسم العلمي: Exobasidium nudum) هو نوع من الفطريات يتبع جنس الزملول من فصيلة الزملولية.